# Callopistria indica
Callopistria indica là một loài bướm đêm trong họ Noctuidae.